# Steve Shirley
Dame Stephanie "Steve" Shirley DBE FREng FBCS (Dortmund, 16 september 1933 – 9 augustus 2025) was een Britse pionier in de informatietechnologie, zakenvrouw en filantroop.

## Biografie
Shirley werd geboren als Vera Buchthal als dochter van een Joodse vader (een rechter in Dortmund die zijn baan verloor in nazi-Duitsland) en een niet-Joodse Weense moeder. In juli 1939 kwam Shirley, samen met haar zus Renate naar Groot-Brittannië als een kindvluchteling. Ze werd toegewezen aan pleegouders in Sutton Coldfield (Midlands). Later in haar leven werd ze herenigd met haar biologische ouders, maar kreeg naar eigen zeggen "nooit enige binding met hen".
Nadat ze naar Oswestry (bij de grens met Wales) verhuisd waren, ging Shirley naar de middelbare school voor meisjes in Oswestry. Om wiskunde te kunnen studeren (dat niet aan de meisjesschool werd onderwezen), kreeg ze na een beoordeling toestemming om lessen te volgen aan de plaatselijke jongensschool.

## Werk
Shirley besloot na de middelbare school niet naar de universiteit te gaan omdat "plantkunde de enige wetenschap was die vrouwen mochten studeren". Ze ging op zoek naar een baan in een wiskundige/technische omgeving. Op haar achttiende naturaliseerde ze zich tot Britse en wijzigde haar naam officieel in Stephanie Brook.
In de jaren vijftig werkte Shirley in het "Post Office Research Station" in Dollis Hill (Groot-Londen) waar ze computers opbouwde en code schreef in machinetaal. Zes jaar lang ging ze naar de avondschool om uiteindelijk af te studeren in de wiskunde. In 1959 ging ze werken bij CDL Ltd, de ontwerpers van de ICT 1301-computer.
Na haar huwelijk met natuurkundige Derek Shirley in 1962, startte Shirley (met een startkapitaal van £6) het softwarebedrijf Freelance Programmers, (later FI, daarna Xansa). Ze wilde graag kansen bieden aan en banen creëren voor vrouwen. Ze nam dan ook voornamelijk vrouwen in dienst. Onder de eerste 300 personeelsleden bevonden zich slechts drie mannelijke programmeurs. In 1975 maakte de Sex Discrimination Act 1975 deze wijze van mensen aannemen illegaal. Shirley nam de naam Steve aan omdat dit haar zou helpen in een door mannen gedomineerde wereld. De projecten van haar team omvatten onder andere het programmeren van de zwarte doos van de Concorde.
Shirley ging in 1993 op zestigjarige leeftijd met pensioen en houdt zich sindsdien voornamelijk bezig met filantropie.

## Eerbetoon
In 1980 werd Shirley benoemd tot Officer of the Order of the British Empire (OBE) voor haar verdiensten in de handel. In 2000 promoveerde ze tot Dame Commander (DBE) voor haar verdiensten in de informatietechnologie. In 1987 ontving ze de Sleutels van de stad (Freedom of the City of London). Van 1989 tot 1990 was ze de voorzitter van de British Computer Society. In 1985 werd de Recognition of Information Technology Award aan haar toegekend. In 1999 ontving ze de Mountbatten Medal.
Ze werd in 2001 aangesteld als Fellow van de Royal Academy of Engineering (FReng).
Ze heeft het grootste gedeelte van haar bezittingen via de Shirley Foundation gedoneerd aan liefdadigheidsorganisaties als de "Worshipful Company of Information Technologists" en de "Oxford Internet Institute" (onderdeel van de Universiteit van Oxford). Haar zoon Giles (1963–1998) was autistisch en Shirley werd een van de eerste leden van de National Autistic Society. Ze heeft veel onderzoek in dit veld opgestart en bekostigd bijvoorbeeld via het "Autism Research Centre" dat wordt geleid door Professor Simon Baron-Cohen. In 2003 ontving Shirley de "Beacon Fellowship"-prijs voor haar bijdrage aan onderzoek naar autisme en voor haar pionierswerk in het gebruiken van informatietechnologie voor de publieke zaak.
In 1991 ontving Shirley een eredoctoraat van de Universiteit van Buckingham. Sindsdien heeft ze eredoctoraten ontvangen van 23 Engelse en vier Schotse universiteiten.
In februari 2013 werd ze door het radioprogramma Woman's Hour op BBC Radio 4 genoemd als een van de honderd machtigste vrouwen van het Verenigd Koninkrijk.
In januari 2014 noemde de Science Council Shirley als een van de "Top 100 wetenschappers" in het VK.

## Filantropie
De Shirley Foundation werd in 1986 door Shirley opgezet door de gift van een aanzienlijk bedrag om een trustfonds op te zetten. De missie van de stichting is "het faciliteren en ondersteunen van vooruitstrevende projecten met een strategische impact in het veld van ziekste in het autismespectrum met voornamelijk de nadruk op medisch onderzoek". De Shirley Foundation heeft veel projecten ondersteund door giften en leningen, zoals Kingwood (ondersteuning voor mensen met autisme en het syndroom van Asperger), Prior's Court (de grootste begunstigde van de stichting dat een school heeft voor zeventig autistische leerlingen en een centrum voor jong-volwassenen met twintig autistische studenten), Autism99 (de eerste online conferentie over autisme bijgewoond door 165,000 mensen uit 33 landen). Shirley spreekt regelmatig op congressen overal ter wereld (vaak op afstand via een digitale verbinding) en ze heeft regelmatig contact met ouders, verzorgers en personen met autisme en het syndroom van Asperger.
In 2013 besprak Shirley in het BBC Radio 2 programma Good Morning Sunday waarom ze meer dan 67 miljoen Britse pond had gedoneerd aan verschillende projecten. In haar memoires Let IT Go, die in 2012 verschenen, schrijft ze: "Ik doe het vanwege mijn persoonlijke geschiedenis. Ik wil rechtvaardigen dat mijn leven gered werd."
Shirley overleed op 9 augustus 2025 op 91-jarige leeftijd.

## Werk
- Let IT Go (2012) - Memoires